# Pseudoluperus linus
Pseudoluperus linus är en skalbaggsart som beskrevs av Wilcox 1965. Pseudoluperus linus ingår i släktet Pseudoluperus och familjen bladbaggar. Inga underarter finns listade i Catalogue of Life.